# Lösten (Zell im Fichtelgebirge)
Lösten ist ein Gemeindeteil des Marktes Zell im Fichtelgebirge im Landkreis Hof (Oberfranken, Bayern). Lösten liegt in der Gemarkung Kleinlosnitz.

## Geografie
Das Dorf besteht neben der Hauptsiedlung noch aus drei weiteren Siedlungen circa einen Kilometer westlich an der Kreisstraße HO 44. Sie sind von Acker- und Grünland umgeben, die Hauptsiedlung liegt am Löstenbach, einem linken Zufluss des Haidbachs. Eine Gemeindeverbindungsstraße führt 0,7 km nördlich zu einer anderen Gemeindeverbindungsstraße, die unmittelbar westlich zur HO 44  bzw. östlich nach Kleinlosnitz verläuft. Ein Wirtschaftsweg führt zu einer Nebensiedlung an der HO 44 (1,4 km südwestlich) bzw. nach Erbsbühl zur Kreisstraße HO 19 (1,7 km östlich).

## Geschichte
Der Ort wurde im Jahr 1346 als „Lesten“ erstmals urkundlich erwähnt.
Gegen Ende des 18. Jahrhunderts bestand Lösten aus 13 Anwesen. Die Hochgerichtsbarkeit südlich des Löstenbachs stand dem bayreuthischen Amt Stockenroth zu, nördlich des Löstenbachs war es das bayreuthische Stadtrichteramt Münchberg. Die Dorf- und Gemeindeherrschaft hatte das Amt Stockenroth. Grundherren waren das Kastenamt Stockenroth (3 Halbhöfe, 2 Viertelhöfe, 2 Tropfhäuser), die Hofkanzlei Bayreuth (2 Höfe, 2 Halbhöfe, 1 Höflein) und das Gotteshaus Stammbach (1 Halbhof).
Von 1797 bis 1810 unterstand Lösten dem Justiz- und Kammeramt Münchberg. Infolge des Ersten Gemeindeedikts wurde Lösten dem 1812 gebildeten Steuerdistrikt Kleinlosnitz und der zugleich entstandenen die Ruralgemeinde Kleinlosnitz zugewiesen. Im Zuge der Gebietsreform in Bayern wurde Lösten am 1. Juli 1972 nach Zell im Fichtelgebirge eingemeindet.

### Baudenkmäler
- Haus Nr. 8: Wohnstallhaus[9]
- Steinkreuz[9]

ehemalige Baudenkmäler
- Haus Nr. 3: Zugehöriger Stadel mit Riegelwand und strohgedecktem Satteldach, 18. Jahrhundert, sowie ein gleichzeitiger Schuppen mit strohgedecktem Frackdach.[10]
- Haus Nr. 7: Zweigeschossiger Wohnstallbau mit Satteldach, 18./19. Jahrhundert, Erdgeschoss massiv, Obergeschoss aus verputztem, ursprünglich freiliegendem Fachwerk. Türstock geohrt.[10]
- Haus Nr. 10: Wohnstallbau mit strohgedecktem Frackdach, wohl 18. Jahrhundert, Erdgeschoss massiv mit geohrtem Türstock, Obergeschoss verschalt.[10]
- Haus Nr. 13: Ehemaliger Wohnstallbau des 18./19. Jahrhunderts, drei Fenster zur Straße, über dem Wohnteil Satteldach, auf der Ostseite mit Stroh gedeckt; Stallteil modernisiert. Zugehöriger Schuppen mit Frackdach, auf der Ostseite ebenfalls mit Stroh gedeckt.[10]

### Einwohnerentwicklung
| Jahr      | 1799   | 1812  | 1819   | 1861   | 1871   | 1885   | 1900   | 1925   | 1950   | 1961   | 1970   | 1987   | 2005  | 2010  | 2015  |
| Einwohner | 85     | 87    | 98     | 151    | 127    | 130    | 102    | 96     | 137    | 104    | 101    | 89     | 74    | 62    | 58    |
| Häuser    | 13     | 15    |        |        |        | 20     | 19     | 20     | 20     | 21     |        | 24     |       |       |       |
| Quelle    | [ 12 ] | [ 7 ] | [ 13 ] | [ 14 ] | [ 15 ] | [ 16 ] | [ 17 ] | [ 18 ] | [ 19 ] | [ 20 ] | [ 21 ] | [ 22 ] | [ 1 ] | [ 1 ] | [ 1 ] |

## Religion
Lösten ist bis heute nach St. Gallus (Zell im Fichtelgebirge) gepfarrt und seit der Reformation evangelisch-lutherisch geprägt.